# Атмосферики

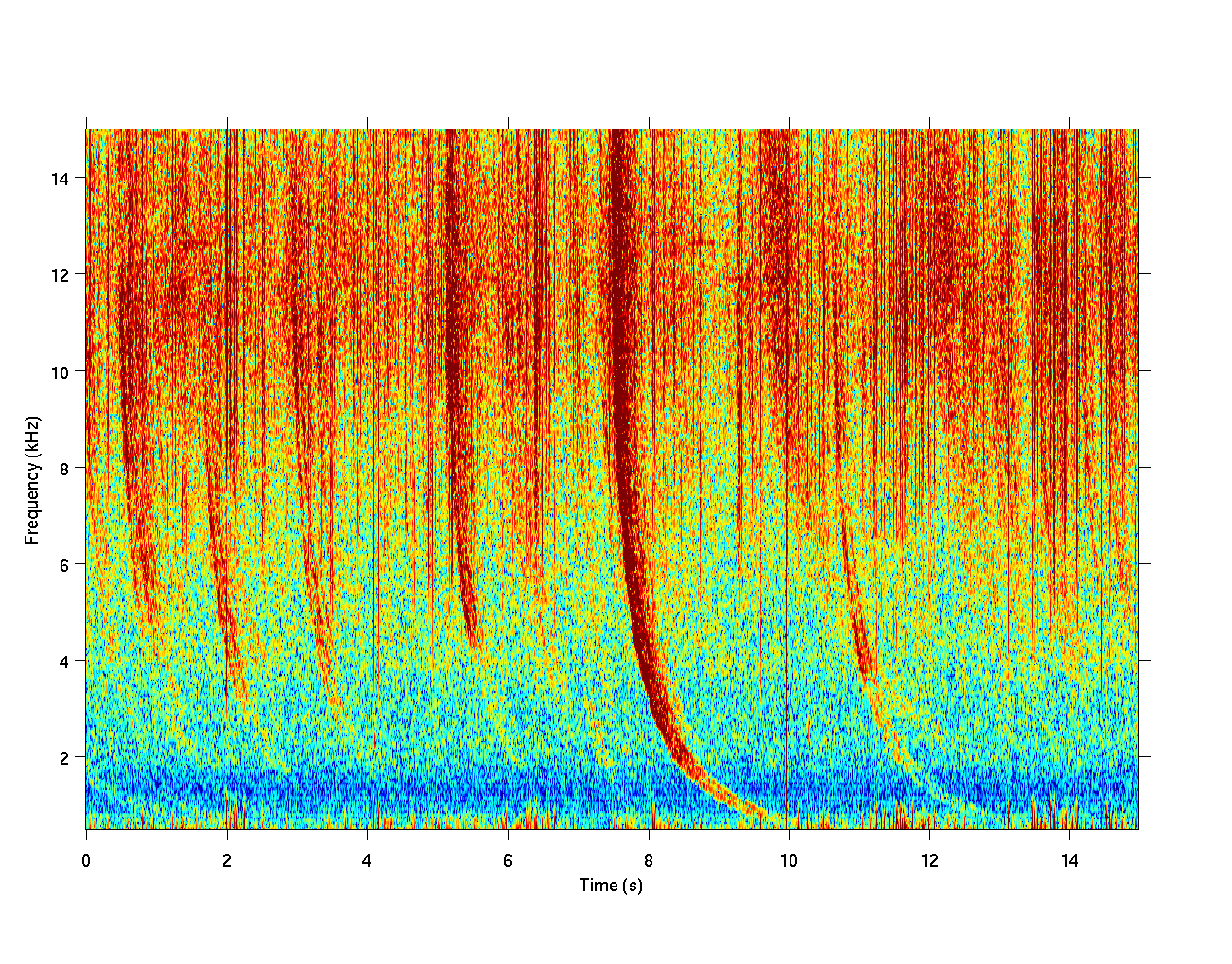
Спектрограма з декількома свиста́ми на тлі сфериків, отримана на станції Палмер 24 серпня 2005 року

Атмосфе́рики (також просто сферики) — низькочастотні електромагнітні хвилі, що поширюються у природному хвилеводі, утвореному йоносферою Землі та її поверхнею.
Групова швидкість цих хвиль близька до швидкості світла у вакуумі, а їх джерелом є атмосферні електричні розряди, наприклад, блискавки. Атмосферики мають слабке згасання і можуть поширюватися на значні відстані.

## Свистячі атмосферики
Атмосферики частково можуть проникати в йоносферу і далі в магнітосферу, де вони поширюються вздовж силових ліній магнітного поля Землі як звичайні хвилі у замагніченій плазмі. Такі хвилі можуть пройти відстань від одного полюса Землі до іншого декілька разів. Їх називаюти свистячими атмосфериками або просто свиста́ми (через характерний свист в радіоефірі).
Існує два види свистячих атмосфериків: каналізовані і неканалізовані. Каналізовані свисти́ поширюються з ділянки генерації в магнітно-спряжену ділянку вздовж орієнтованих за магнітним полем Землі неоднорідностей електронної концентрації (у так званих геомагнітних каналах). Неканалізовані свисти́ можуть відхилятися від напрямку магнітного поля, однак і в цьому випадку поширення хвилі відбувається переважно у напрямку магнітного поля.
Свистячі атмосферики отримали свою назву через характерну частотно-часову структуру, що сприймається приймальною апаратурою як свист. Така частотно-часова структура хвиль пов'язана з їх дисперсією і в діапазоні частот від 1 до 6 кГц добре описується емпіричною формулою
{\displaystyle f=D^{2}t^{-2},}
де {\displaystyle f} — миттєва частота хвилі, {\displaystyle t} — час, {\displaystyle D} — коефіцієнт дисперсії, що лежить зазвичай у межах від 10 до 100 с1/2.
Свисти́, реєстровані експериментально, поділяють на короткі і довгі. Короткі свисти́ генеруються в магнітно-спряженій точці на іншому кінці Земної кулі; довгі свисти́ генеруються в тій самій точці, в якій здійснюється їх прийом, але долають шлях до магнітно-спряженої точки і назад.